# José Moreno Osorio
José Moreno Osorio (La Coruña, 23 de enero de 1869 - Madrid, 24 de marzo de 1963), IV conde de Fontao, fue un ingeniero de Caminos español.

## Biografía
Hijo de Alfredo Moreno Moscoso de Altamira, tercer conde de Fontao y de María de los Dolores Osorio y Chacón, concluye la carrera de Ingeniería de Caminos, Canales y Puertos en 1895. Ingresa en julio de dicho año en la Compañía de los Cáminos de Hierro del Sur de España como Jefe de Sección de Vía y Obras. 
Dirige en Jaén la construcción del viaducto del Salado y es, con esa ocasión, como conoce a quien sería su esposa, María Uribe Garrido, hija de un hacendado de Baeza, con quien contrae matrimonio el 28 de octubre de 1898. Entra en 1905 a prestar sus servicios en la Compañía de los Caminos de Hierro del Norte de España. En esa misma época, en 1904, su hermano,  el también ingeniero de Caminos,  Alfredo Moreno Osorio funda el gabinete de Ingeniería Mengemor donde colabora brevemente.
En dicha Compañía de los Caminos de Hierro del Norte de España es nombrado Director en 1921, el mismo año en que es nombrado gentilhombre de cámara con ejercicio del rey Alfonso XIII a quien se encomendará acompañar —en tal condición— en sus viajes ferroviarios. Puede afirmarse que Moreno Osorio es uno de los grandes artífices de la electrificación del ferrocarril en España. El año en el que accede a la Dirección de Norte inicia, de forma totalmente novedosa, la electrificación de algunas líneas ferroviarias. La primera línea en experimentar esta transformación es la que une Busdongo a Ujo en la línea León-Gijón, siendo esta electrificación ideada por él convenciendo de su necesidad al entonces director general de la Compañía, Félix Boix.
Esta obra se lleva a cabo gracias a la concesión de un préstamo reintegrable a la Compañía del Norte arbitrado por una ley debida al ministro de Fomento Francisco Cambó y Batlle. Un año después —en 1922—  Moreno Osorio realiza un importante viaje a los Estados Unidos donde estudia la implantación en ese país americano de los ferrocarriles equipados con tracción eléctrica por corriente continua a alta tensión, lo que supondrá el primer intento de traer a España esta tecnología a fin de efectuar la electrificación de la línea de Pajares, que se abre en 1924. 
Bajo su dirección se realizan, con posterioridad, los estudios y trabajos de las electrificaciones de las líneas Barcelona-Manresa-San Juan de las Abadesas y Alsasua-Irún inauguradas respectivamente en 1926 y 1929. 
En 1928 se inician los estudios para la línea Ávila-Segovia. Es en virtud de estos méritos por lo durante la Dictadura de Primo de Rivera se le designa primer presidente de la Comisión Oficial de Electrificación. También, en 1929 es nombrado por su ayuntamiento Hijo Predilecto de La Coruña. Es esos años es sucesivamente nombrado consejero de las empresas de Ferrocarriles del Oeste de España, de la Compañía del Central de Aragón, de la de Bilbao a Portugalete, de la Compañía de La Cruz de Minas y fundición de plomo de Linares, de Tramisa, de la Linarense de Electricidad y de Flamma Carbo.
Ya bajo la República, en 1932,  tras la muerte de Félix Boix, asciende a director general de la Compañía del Norte, desempeñando desde entonces el cargo de miembro de la Comisión Permanente de la Asociación Internacional del Congreso de los Ferrocarriles (AICF), lo que le llevaría a representar a España en las reuniones de Bruselas que se celebraron con carácter anual y donde se discutirían aspectos importantes sobre el desarrollo de los ferrocarriles europeos. También ese año dirige la electrificación de la línea Bilbao-Portugalete. 
El 28 de junio de 1936, pocos días antes de iniciarse la guerra civil española, es designado presidente del Consejo de Administración de la Compañía del Norte cargo que desempeña en años convulsos pues debe hacer frente a las labores de mantenimiento del entramado de la Compañía desde la Embajada de Francia, donde encuentra refugio en su condición de Caballero de la Orden de la Legión de Honor. 
Tras la guerra, en 1942, año en el que se crea la Renfe, Moreno Osorio se integra en su Consejo de Administración como vicepresidente, cargo que ocupará hasta el 30 de mayo de 1950. En 1955 es nombrado presidente honorario de Renfe.
Ligado familiarmente a Galicia y habiendo heredado de su padre el Pazo de Fontao en Lugo que restaura, iniciando en él una explotación forestal modelo en su época, se preocupará siempre por colaborar a la mejora de su provincia de adopción, por lo que, a su memoria, se dedicarán las plazas de la Estación de Lugo y la del puerto en Foz. 
Estará igualmente en posesión de varias conderaciones. Entre ellas y de modo principal, las Grandes Cruces del Mérito Civil y del Mérito Militar con distintivo blanco así como de Isabel la Católica. También la Legión de Honor francesa, la Orden de la Corona italiana y la de Leopoldo belga.

## Descendencia
De su matrimonio con María Uribe Garrido, nacerán:
- María Moreno Uribe nacida en 1899 y fallecida en 1991, VI condesa de Fontao y IX marquesa de San Saturnino.
- Alfredo Moreno Uribe, nacido en 1902 y fallecido en 1981,  V conde de Fontao y VIII marqués de San Saturnino, casado con Ana Rosa Gómez-Rodulfo, también Ingeniero de Caminos que hará carrera en Renfe llegando a ser su Vicepresidente entre 1968 y 1979.
- Pilar Moreno Uribe, nacida en 1910 y fallecida en 1993, VII condesa de Fontao,  casada en 1938 con el musicólogo y mecenas Carlos Romero de Lecea
- Carmen Moreno Uribe, nacida en 1914 y fallecida en 1989, casada con Fernando Bertrán Carrascal.
- Teresa Moreno Uribe, nacida en 1919 y fallecida en 2012, casada con Fernando de Querol y Muller,  conde de Rius, Teniente General del Ejército del Aíre.